# Anisodes interpulsata
Anisodes interpulsata är en fjärilsart som beskrevs av Walker 1861. Anisodes interpulsata ingår i släktet Anisodes och familjen mätare. Inga underarter finns listade i Catalogue of Life.